# DeCordova
DeCordova est une ville située en bordure du lac Granbury (en), à l'est du comté de Hood au Texas, aux États-Unis,. La ville est incorporée en 2000.

## Démographie
Lors du recensement de 2010, la ville comptait une population de 2 683 habitants. Elle est estimée, en 2016, à 2 913 habitants.

### Source de la traduction
- (en) Cet article est partiellement ou en totalité issu de l’article de Wikipédia en anglais intitulé « DeCordova, Texas » (voir la liste des auteurs).